# Dödsannons

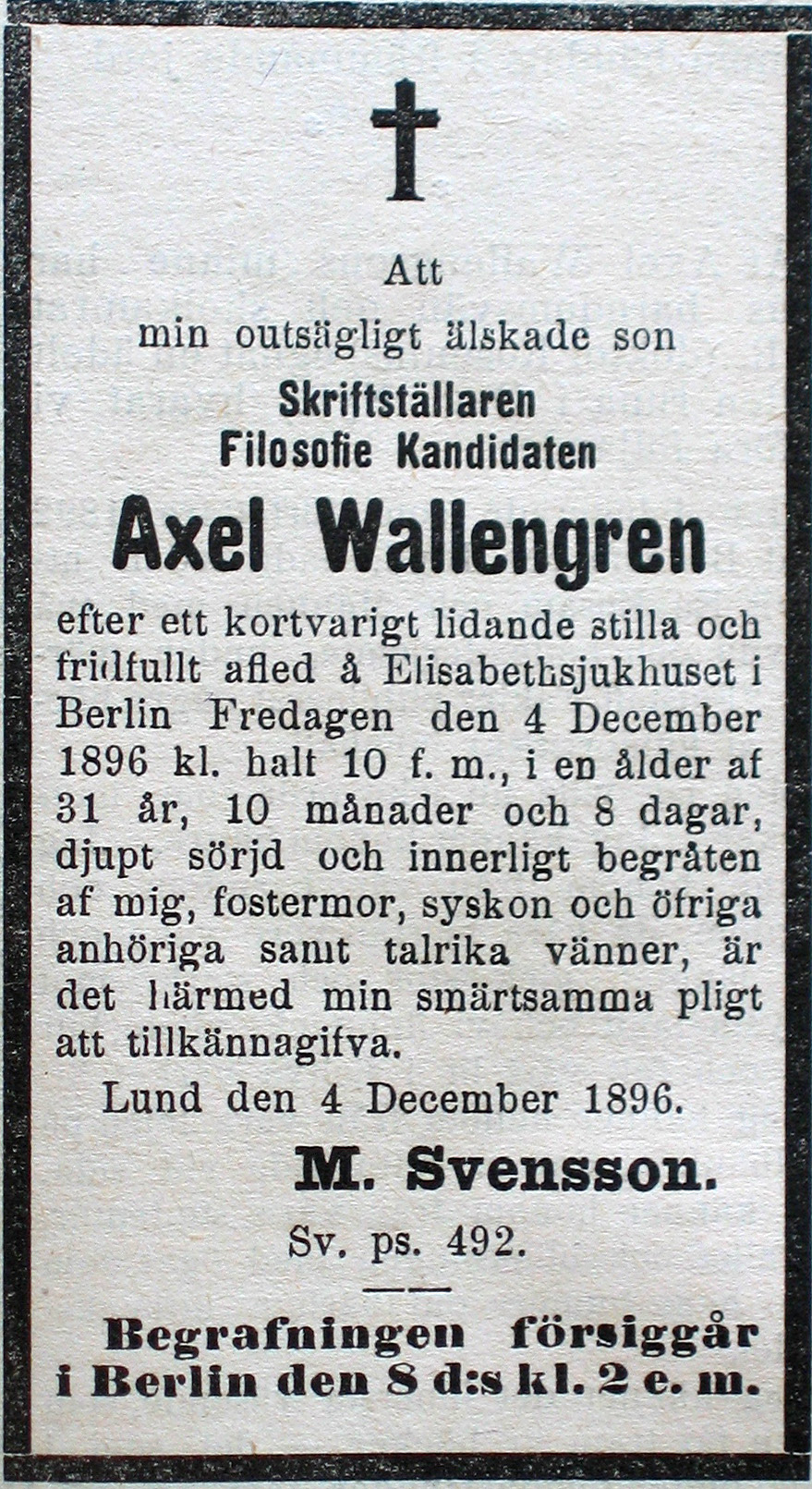
Axel Wallengrens dödsannons.

Dödsannons införs på dagstidningarnas familjesidor av de efterlevande som kungörelse att dödsfall inträffat. Detta kan ske såväl före begravningen som efter det att begravningen har ägt rum, och det kan då framgå att den endast berör den närmaste kretsen.
Utformningen av dödsannonser varierar över tiden och kännetecknas i dag (2021) av en i huvudsak likformig redigering för varje specifik tidning, men där annonsen förses med en tecknad illustration av stor variation. Tidigare användes i huvudsak olika slags kors. På senare tid har man även börjat införa flera annonser för samma avlidna person; detta då den avlidne kan ha haft flera arbetsplatser, familjemedlemmar och vänner, vilka var och en vill ge sitt personliga farväl. Om den som dött varit särskilt intresserad av till exempel bilar kan likaväl en bild på en bil förekomma.
I dödsannonsen framgår som regel födelseår och dödsdag, närmast anhöriga och när eller i vilken form begravningsgudstjänst kommer/har genomförts.
I Finland publicerades de första dödsannonserna i dagstidningar i slutet av 1820-talet. De som uppmärksammades med en annons var ofta män i ledande ställning, men i tidningarna finns även dödsannonser för män i lägre tjänsteställning och förvärvsarbetande kvinnor. I många dödsannonser före 1880-talet förekom ingen korssymbol, men vid sekelskiftet 1900 var korset vanligt i alla finländska tidningar. Verserna och dikterna kom in som ett nytt inslag på 1890-talet.
I de finlandssvenska dödsannonserna dominerar ett enkelt kors som symbol ännu kring 2021. Ett skepp, en blomma, ett sädesax, en stiliserad horisont eller för barn en ängel, är också allmänna symboler. I Finland är även eklövet, krigsveteranmärket och Lotta Svärd-symbolen självklara inslag i dödsannonserna. Bilder av fåglar har sedan mitten av 1990-talet blivit ett populärt inslag i finländska dödsannonser.